# (20085) 1994 LC
1994 أل سي (ويعرف أيضًا باسم (20085) 1994 أل سي وفق تسمية الكوكب الصغير) (بالإنجليزية: 1994 LC)‏ هو كويكب ضمن حزام الكويكبات؛ وترتيبه 20085 من حيث الاكتشاف.
اكتُشف هذا الجُرم الفلكي بواسطة Atsushi Sugie ‏ في 1 يونيو 1994.

## وصلات خارجية
- (20085) 1994 LC في قاعدة بيانات مختبر الدفع النفاث لأجرام النظام الشمسي الصغيرة

- الاكتشاف · مخطط المدار ·  العناصر المدارية · المعلمات المادية

- (20085) 1994 LC على موقع ويكي سكاي: DSS2, SDSS, GALEX, IRAS, Hydrogen α, X-Ray, Astrophoto, Sky Map, Articles and images